# Ant Bully - Una vita da formica
Ant Bully - Una vita da formica (The Ant Bully) è un lungometraggio d'animazione CGI del 2006 diretto da John A. Davis basato sull'omonimo libro.

## Trama
Lucas Nickle è un bambino di 10 anni che vive in un quartiere residenziale di Las Vegas. Non ha molti amici, dato che gioca sempre da solo e subisce le prepotenze di alcuni coetanei capeggiati per esempio dall'arrogante Steve e viene persino trascurato dalla famiglia: i genitori sono poco presenti, la sorella Tiffany lo ignora costantemente senza sapere cosa gli è successo e spesso è perennemente al telefono e la nonna è un'eccentrica e goffa vecchietta ossessionata dagli alieni e con una dentiera ingovernabile. Quando non è impegnato coi videogiochi, Lucas sfoga le sue frustrazioni inondando il formicaio del giardino di casa e facendo continua strage nella comunità di insetti. Tuttavia, le cose stanno per cambiare: le formiche, stanche delle distruzioni gratuite che subiscono, hanno deciso di vendicarsi con un piano ingegnoso. Una notte Zoc, lo sciamano del formicaio, si intrufola in casa di Lucas e versa nell'orecchio una pozione da lui creata. 
Svegliatosi di soprassalto, il bambino scopre attorno a sé un mondo a lui conosciuto, ma terribilmente inquietante, essendosi infatti rimpicciolito fino a raggiungere le dimensioni di una formica. Condotto nel sottosuolo, Lucas viene processato dalla saggia Formica Regina e condannato a restare tra le formiche per vivere come loro fino a che non avrà imparato a rispettarle. Con l'aiuto di Hova, la fidanzata di Zoc a cui è stato affidato per essere rieducato, di Kreela, una formica istruttrice ed amica di Hova, e di Fugax, una formica esploratrice spavalda, il bambino vive avventure e peripezie e scopre che nel mondo delle formiche ci sono l'amicizia, il coraggio, la collaborazione, il lavoro di squadra e la lealtà verso il prossimo. L'esempio dato dalle formiche sarà prezioso per Lucas che trova in sé un inaspettato coraggio nell'aiutare la colonia contro la terribile minaccia rappresentata da Stan Beals, un perfido disinfestatore che vuole ripulire il giardino della famiglia Nickle non solo dalle formiche ma anche dagli insetti che ci vivono. Lucas lo sconfigge con molta difficoltà in uno scontro lungo e difficile in cui all'inizio Stan Beals sembra avere la meglio e sta sul punto di uccidere le formiche avvelenandole col gas, ma il protagonista lo ferma iniettandogli attraverso il pungiglione di una vespa la pozione di Zoc per rimpicciorirlo, costringendolo a mettersi alla fuga.
Lucas riesce finalmente a riguadagnarsi la libertà e ritornando nudo nelle sue dimensioni originali, è ora più consapevole e rispettoso di ciò che lo circonda; sapendo persino farsi valere di fronte a Steve e stringe subito una forte amicizia con i coetanei che lo hanno deriso, i quali si ribellano a Steve. Lucas getta caramelle nei pressi del formicaio, come aveva promesso ai suoi amici prima di andarsene.

## Personaggi
- Lucas Nickle: un ragazzino di 10 anni, spesso bersaglio di bullismo da parte dei suoi coetanei a causa della sua bassa statura. Per sfogare le frustrazioni dovute alle prepotenze subite, tende ad allagare costantemente il formicaio del suo giardino, distruggendo le scorte di cibo degli insetti, i quali di conseguenza lo hanno soprannominato "Briciola il distruttore". Ciò è dovuto al nomignolo con cui la madre si riferisce spesso a lui, il che lo imbarazza solamente. Dopo mille peripezie vissute insieme alle formiche, imparerà che essere più grande di statura non dà diritto di maltrattare chi è più piccolo. È doppiato nella versione inglese da Zach Tyler Eisen ed in italiano da Jacopo Castagna.
- Zoc: è lo sciamano della comunità di formiche, fidanzato di Hova. È animato da profondo astio nei confronti degli umani, infatti inizialmente non accetta la presenza di Lucas nel formicaio. Tuttavia, nonostante ciò, nasconde dentro di sé un animo spontaneo e gentile, che manifesta soprattutto nei confronti della sua fidanzata. Alla fine, accetta l'amicizia di Lucas e interviene per salvarlo nel corso della battaglia finale contro Stan Beals. È doppiato nella versione inglese da Nicolas Cage ed in italiano da Christian Iansante.
- Hova: è la fidanzata di Zoc. A differenza di questo non odia gli umani, anzi ne è particolarmente interessata. Sarà lei a proporsi di insegnare a Lucas come diventare una vera formica, e sarà sempre lei che farà capire al suo fidanzato che Lucas non rappresentava più un nemico. È doppiata nella versione inglese da Julia Roberts ed in italiano da Giò Giò Rapattoni.
- Kreela: amica di Hova, istruttrice delle giovani formiche operaie. Inizialmente dubita a Lucas, notando i suoi svantaggi a livello fisico, ma poi si ricrede grazie al suo ingegno. Al termine del film, inizia una relazione con Fugax. È doppiato nella versione inglese da Regina King ed in italiano da Alessandra Cassioli.
- Fugax: una formica esploratrice. Maschio aitante e spavaldo, dimostra sin da subito il suo interesse per Kreela, la quale ne resta semplicemente infastidita, per poi alla fine iniziare una relazione con lei. È doppiato nella versione inglese da Bruce Campbell ed in italiano da Neri Marcorè.
- Stan Beals: un disinfestatore. Soprannominato dalle formiche “Il fabbricanuvole”, a causa dei gas velenosi che impiega nel suo mestiere. Dopo un'intensa battaglia contro Lucas, la colonia di formiche e uno sciame di vespe, viene sconfitto divenendo una sorta di ometto deforme che viene scacciato dalle vespe. È doppiato nella versione inglese da Paul Giamatti ed in italiano da Massimo Corvo.
- Tiffany Nickle: la sorella maggiore di Lucas. Una ragazza di 16 che ignora progressivamente suo fratello avendo sempre il cellulare a portata di mano, come le tipiche adolescenti. È doppiata nella versione inglese da Allison Mack ed in italiano da Alessia Amendola.
- Steve: il bullo che perseguita continuamente Lucas. Un ragazzino di 11 anni alto e corpulento, il quale sfrutta queste caratteristiche fisiche per avere il sopravvento sugli altri e tiranneggiarli. Al termine del film, viene messo in fuga dalla sua stessa banda dopo che Lucas li ha spronati a ribellarsi alle sue prepotenze. È doppiato nella versione inglese da Myles Jeffrey ed in italiano da Leonardo Graziano.